# جولري بوني
جولري بوني (باليابانية ジ ュ エ リ ー ・ ボ ニ ー ː) (بالإنجليزيةJewelry Bonne ː) الملقبة بـالشراهة، هي شخصية من مانجا ون بيس. إحدى السوبرنوفا، كون مكافآتها 140.000.000 بيري. هي من مواليد الأزرق الجنوبي وقبطان قراصنة بوني. لا يُعرف الكثير عن ماضيها، ولكن يُعتقد أن لديها بعض العلاقات مع بورتغاس دي إيس منذ أن شوهدت تبكي عندما مات. وهي واحدة من أكثر القراصنة المطلوبات وأعداؤها الرئيسيون هم الحكومة العالمية ومارشال دي تيتش.

## طريقة القتال
أظهرت بوني قدرات جسدية عالية عند ركلها مارشال دي تيتش في العالم الجديد.

### فاكهة الشيطان
تمتلك جولري بوني قدرة فاكهة شيطانية تسمح لها بتغيير عمر أهدافها، لا يُعرف ما إذا كانت هذه القوة تؤثر بشكل دائم على الضحية أو كيف يمكنها السيطرة عليها، لكن من المعروف أنها تحتاج إلى يديها لاستخدام قوتها.

## علاقات

### طاقم قراصنتها
بوني تحظى باحترام مطلق من طاقمها، ولا تتحدث بشكل جيد معهم.

### رورونوا زورو
واجهت بوني زورو لأول مرة عندما كان هذا الأخير على وشك أن يتسبب في مشكلة كبيرة بعد عزمه على قتل أحد النبلاء، ألقت بوني بنفسها فوق زورو وهي تعانقه متظاهرة أنه شقيقها الأكبر وقامت بتلطيخه بصلصة الطماطم ليبدو وكأن زورو قد مات، وعندما نهض زورو لمساعدة أحد المارة المصابين في الوصول إلى عيادة، شعرت بوني بالاشمئزاز قائلة أن القرصان لا يستطيع مساعدة الآخرين.

### أعداء
باعتبارها واحدة من السوبرنوفا، يمكن اعتبارها منافسًا محتملاً لأي من العشرة الآخرين للحصول على المركز الأول في البحر. عندما إنتهت الحرب، طلب مارشال دي تيتش في العالم الجديد يدها للزواج لكنها رفضت وحلت العداوة بينهم. لكن أكبر عدو لها هو الحكومة العالمية، فهي قرصان مطلوب بشدة ؛ حيث أوصى الأدميرال أكاينو بحراسة مشددة عليها.